# Рушонская волость
Рушонская волость (латыш. Rušonas pagasts) — одна из пятнадцати территориальных единиц Прейльского края Латвии. Находится в южной части края, на берегу озера Рушона. Граничит с Риебинской, Аглонской, Силаянской, Пелечской, Айзкалнской и Прейльской волостями своего края, Фейманской волостью Резекненского края, Кастулинской волостью Краславского края, Вишкской волостью Даугавпилсского края.
Крупнейшими населёнными пунктами волости являются сёла: Кастире (волостной центр), Аглонас стация, Гайльмуйжа, Башки, Клишково, Геленово, Рушона.
Рушонскую волость пересекает автодорога P62 Краслава — Прейли — Мадона.
По территории волости протекает река Прейльупе.

## История
До аграрной реформы 1920 года на землях нынешней Рушонской волости находились Геленовское, Финфское, Гальмуйжское, Корсаковское и Рушонское поместья.
В 1945 году в Аглонской волости Даугавпилсского уезда был создан Рушонский сельский совет. После отмены в 1949 году волостного деления он входил в состав Прейльского района.
В 1951 году к Рушонскому сельсовету была присоединена территория ликвидированного колхоза «Дзиркстеле» Рутульского сельсовета. В 1960 году — территория ликвидированного колхоза им. Свердлова Кастирского сельсовета. В 1975 и в 1979 годах — части территории Гайлишского сельсовета.
В 1990 году Рушонский сельсовет был реорганизован в волость. В 2004 году Рушонская волость, вместе с пятью другими волостями Прейльского района, вошла в состав новообразованного Риебинского края.
В 2021 году в результате новой административно-территориальной реформы Риебинский край был упразднён, Рушонская волость вошла в состав Прейльского края.